# Беркли (Мичиген)
Беркли (енгл. Berkley) град је у америчкој савезној држави Мичиген. По попису становништва из 2010. у њему је живело 14.970 становника.

## Демографија
Према попису становништва из 2010. у граду је живело 14.970 становника, што је -561 (-3.6%) становника више него 2000. године.
| Група             | 2000.          | 2010.          |
| Белци             | 14.784 (95,2%) | 13.757 (91,9%) |
| Афроамериканци    | 108 (0,7%)     | 453 (3,0%)     |
| Азијати           | 160 (1,0%)     | 196 (1,3%)     |
| Хиспаноамериканци | 204 (1,3%)     | 275 (1,8%)     |
| Укупно            | 15.531         | 14.970         |